# When You're Strange
«Коли ти дивний» (англ. When You're Strange) — документальний фільм про американський рок-гурт The Doors.
Режисером виступив Том ДіЧілло, оповідач — Джонні Депп. Фільм починається з формування групи в 1965 році, її розвитку протягом наступних двох років, виходу дебютного альбому та наступних альбомів і вживанням Джимом Моррісоном алкоголю та наркотиків та подальшої смерті в Парижі в липні 1971 року. Фільм містить архівні кадри репетицій, телевізійні та концертні виступи, та передумови арешту Моррісона під час концерту в Маямі 1969 року та подальшого судового процесу.
Фільм також включає перший офіційний випуск матеріалу з фільму Моррісона 1969 року HWY: American Pastoral.

## Випуск
Фільм був вперше показаний на фестивалі «Санденс» 17 січня 2009 року. When You're Strange отримав, в цілому, схвальні відгуки, проте значна частина глядачів визнала, що фільм псує оповідання (в першій версії фільму оповідачем виступав сам Том ДіЧілло). Отримавши безліч скарг, режисер вирішив переозвучити фільм і запросити на роль оповідача Джонні Деппа. Кілька місяців по тому ДіЧілло оголосив роботу над фільмом «приблизно закінченою». Оновлена версія була показана на Лос-Анджелеському кінофестивалі 21 червня 2009 року. Прокат в кінотеатрах (в США) розпочався 9 квітня 2010 року, а саундтрек під назвою When You're Strange: Music from the Motion Picture вийшов в продаж 30 березня.
Клавішник The Doors Рей Манзарек сказав, що цей фільм буде «справжньою історією The Doors», а також «анти-Олівером Стоуном» (мається на увазі його художній фільм The Doors, знятий в 1991 році).

## У ролях
- Джим Моррісон (використані архівні записи) — в ролі себе
- Рей Манзарек (використані архівні записи) — в ролі себе
- Роббі Крігер (використані архівні записи) — в ролі себе
- Джон Денсмор (використані архівні записи) — в ролі себе
- Джонні Депп — оповідач
- Пол А. Ротшильд (використані архівні записи) — в ролі себе
- Брюс Ботник (використані архівні записи) — в ролі себе

## Нагороди та номінації
- Номінація на гран-прі Санденс в категорії документальний фільм (2009).
- Номінація на премію Еммі у номінації «Найкращий документальний фільм»
- У 2011 фільм отримав премію «Греммі» за найкращий музичний фільм[6]